# Valley Stream
Valley Stream är en ort i Nassau County i delstaten New York, USA. Enligt 2000 års folkräkning hade Valley Stream 36 368 invånare. Den har enligt United States Census Bureau en area på 9,0 km².